# Порт Честер (Њујорк)
Порт Честер (енгл. Port Chester) град је у америчкој савезној држави Њујорк.

## Демографија
По попису из 2010. године број становника је 28.967, што је 1.1 (3,9%) становника више него 2000. године.
| Група             | 2000.          | 2010.          |
| Белци             | 11.934 (42,8%) | 9.155 (31,6%)  |
| Афроамериканци    | 1.949 (7,0%)   | 1.876 (6,5%)   |
| Азијати           | 573 (2,1%)     | 596 (2,1%)     |
| Хиспаноамериканци | 12.884 (46,2%) | 17.193 (59,4%) |
| Укупно            | 27.867         | 28.967         |